# Espartaco y el sol bajo el mar
Espartaco y el sol bajo el mar  o Los mundos sumergidos en España, es el título dado a la serie animada francesa  Les Mondes engloutis (lit. 'Los mundos engullidos') que consta de dos temporadas de 26 episodios cada una, producida por France Animation y Antena 2. La serie fue emitida en España e Hispanoamérica con gran éxito a finales de la década de  los 80 e inicios de la década de los 90.

## Argumento
La ciudad perdida de Arkadia alberga una antigua civilización que escapó de un Gran Cataclismo en el pasado remoto, reubicándose en lo profundo de la corteza terrestre. Sin saber que la vida continuaba en la superficie de la Tierra y con la esperanza de mantener a salvo a su gente, los ancianos sellaron todos los registros de su pasado en los Archivos de la ciudad.
Arkadia sobrevive gracias a la luz de un sol artificial, el Tehra, que se está muriendo. Un grupo de niños de Arkadia desafían la ley y entran en los Archivos. Con información sobre el mundo de arriba, crean una mensajera, Arkana, y la envían arriba para buscar ayuda.
Arkana se encuentra con dos niños de la superficie, Matt y su hermana Rebecca, y los trae de regreso a través de los estratos subterráneos (mundos o dimensiones separados) para salvar a Arkadia. 
Viajando por los estratos en Tehrig, un super vehículo inteligente y guardián de los archivos secretos, encuentran a una niña llamada Rebecca, la cual junto a Matt, su hermano mayor, exploraba las cuevas creyendo en las leyendas de "la gente de abajo", casi cuando están por salir a la superficie.
Arkana lleva Rebecca a bordo, pero Tehrig es atrapado por los Piratas del Mar, una raza que vive entre los estratos, que se dedica al robo y contrabando. Es entonces cuando un viajero de los estratos llamado Espartaco, junto al hermano de Rebeca va en su ayuda y los liberan. A partir de allí Tehrig pierde la dirección de Arcadia hasta el capítulo 26, donde se produce la llegada y activación de cierto metal mágico que repararía a Thera llamado Oracita.
Aunque el sol es reparado gracias a la Oracita, este falla nuevamente cuando se activa una prisión hecha para los arcadianos que se negaron a olvidar el pasado. En los capítulos finales, se conoce la existencia de una segunda Oracita y nuestro grupo parte a buscarla nuevamente a los estratos, hasta el episodio 51 cuando regresan a Arcadia sin una solución.
Espartaco, sin embargo se va a buscar el secreto de los arcadianos de la prisión, hallando que su brazalete es la llave para liberarlos y que todos los arcadianos son la segunda Oracita. Entonces los arcadianos se sacrifican y son convertidos en la segunda Oracita, la cual se fusiona con la primera y reparan el sol artificial, el que se activa como una nave espacial en forma de cometa que lleva a Espartaco y Arkana a la superficie con los niños.
Matt y Rebecca son llevados por Tehrig a la superficie de la Tierra saliendo pocos minutos después de la hora que partieron y siendo llamados por su madre.

## Personajes principales

### Espartaco (Spartakus)
El héroe de nuestra historia. Es un viajero de los estratos y gladiador en las arenas del desierto de Barkad. Este personaje, si bien en principio se muestra solo como un viajero de los estratos, luego juega un papel clave en la historia, pues posee un brazalete heredado de los antiguos arcadianos que tiene la clave para reparar al sol Thera. Él es quien explora ahora con Tehrig, Arkana, Matt y Rebecca los estratos en busca de la Oracita.

### Arkana (Arkana)
Creada por los niños arcadianos como su obra maestra, a partir de los antiguos modelos de la «gente de arriba», existentes en las computadoras de Arcadia. Ella es el nexo entre Arcadia y el pasado. En cierta forma está acondicionada para cumplir su misión de salvar a Thera, el sol artificial de Arcadia.

### Rebecca (Rebecca)
Niña traviesa con ganas de explorar al igual que su hermano Matt. Ella encuentra a Arkana y su grupo tras seguir a su hermano Matt haciendo espeleología. Suele resolver accidentalmente los misterios de cada capítulo. Junto a Bic y Bac, es capaz de llevar a cabo las mayores travesuras frente a los piratas.

### Matt (Bob)
El hermano de Rebecca. Es aficionado a la espeleología y conoce la leyenda del gran cataclismo. Aunque parece un adolescente de personalidad indefinida, actúa como consejero de Espartaco y tiene gran habilidad matemática. Es él quien sugiere no ir a buscar más ayuda al mundo de arriba pues no le creerían la historia a Arkana. En la versión original francesa su nombre es Bob.

### Los Piratas del Mar (Les pirates «punk»)
Miembros de la Federación de Piratas de los Estratos. Estos piratas «punk» atraviesan los estratos buscando viajeros a quienes robar o vender como esclavos. Ya desde el primer episodio vemos como comienzan a perseguir a Espartaco y Arkana. Su aparición en cada episodio va precedida de su propio tema musical y coreografía conocida como «La danza de los piratas».
Los principales piratas son:
- Nasty Max (Maxagaze): Posee un gran corte mohicano color azul y es el líder de la banda pirata.
- Mighty Matt (Mattymatte): Un pirata algo bobo y que secunda a su líder Nasty Max en todas sus fechorías. Se distingue por su pequeño mohicano rojo.
- Massmedia (Massmédia): Es la novia de Nasty Max y encargada de la estación de radio Radio Pirata (Fipirate), siendo su principal y aparentemente única locutora. Su mohicano es rubio.
- Sleazeappeal (Seskapil): Pirata supuestamente elegante y sexy, que destaca por su mohicano verde y por elaborar las ideas y planes de la banda.

### Tehrig (Shag-Shag)
La nave-robot explorador que se encontraba dormida en el recinto de los archivos secretos. Él permitió que los hijos de Arkadia accedieran a los archivos prohibidos. Vagamente parece un trilobite gigante. Su cerebro, desde antes del gran cataclismo, sufre de lapsos de memoria. Puede generar unos pequeños clones llamados triggies (shaggies) que actúan en multitud para el mantenimiento y reparación. Tehrig posee una interfaz de comunicación con las distintas especies (incluidos Bic y Bac) y un conocimiento enciclopédico de los tiempos pasados y de los estratos. Afirma estar muy dispuesto a regresar a sus archivos después que su misión a la superficie se halla completado.

## Lista de episodios

### Temporada 1
1 - La ciudad de Arcadia: Cuando Matt y Rebecca exploran una caverna ellos encuentran signos de la civilización de Arcadia. Luego se encuentran a Arkana, la mensajera de Arcadia, la cual va con Big y Bag. Cuando van a partir son atrapados por los piratas del mar, pero luego ella se libera, y se junta con los demás.
2 - Los gladiadores de Barkad: El grupo va por el desierto de Barkad. Allí se detiene para descansar en un oasis luego de pasar con dificultad con Tehrig. En ese lugar Matt es capturado por los gladiadores para ser entrenado, cosa que Espartaco conoce. Espartaco concurre al rescate de Matt haciéndose pasar por un gladiador, pero es obligado a luchar con él. En ese momento Arkana se presenta como un gladiador y rompe el domo que cubría al campo de arena, y todos son rescatados por Tehrig.
3 - El emperador Qin y el octavo reino: El grupo llega a un lugar que parece ser la antigua china, con la gran muralla. Ellos se enteran de que el emperador Quin tiene un mapa para llegar a Arcadia. Luego saben que se prepara para invadir Arcadia, pero al final el mapa es quemado.
4 - La tierra del hielo: Perseguidos por los piratas Tehrig se va a un estrato de hielo de Islandia. Ellos descubren un barco llamado Araukania III el cual tiene varios artefactos que siguieren la conexión entre los antecesores de Espartaco y los antiguos arcadianos.
5 - Niños y ratas: La típica historia del flautista de Hamelim sólo que esta vez las ratas tienen la flauta y atraen con ella a los niños.
6 - Entre dos mundos: Tehrig es arrastrado por las corrientes llegando a un lugar habitado por una tribu primitiva que vive principalmente de cierto alimento marino, pero una avanzada civilización también extrae ese alimento como su fuente de energía y de paso contamina el océano pues su gran brazo que extrae este alimento está averiado. La tribu piensa que es un ser superior que está enojado, pero Tehrig asciende por tubo y le pide a ellos que dejen de usar este tubo, a lo cual acceden.
7 - La noche de las amazonas: Espartaco y Matt son atrapados por las amazonas. Entonces Arkana junto a Tehrig interceden por ellos, pero la reina dice que lo pensará. Entonces Arkana le cuenta la historia de Arcadia a las amazonas, por mucho tiempo hasta que todas se quedan dormidas, entonces Espartaco puede salir de allí.
8 - Arkana y la bestia: Arkana es raptada por un ser gigantesco. A pesar que todos le temen Arkana entiende a este animal el cual le deja ir y ella le da un muñeco con forma de los Arcadianos para que la recuerde.
9 - El club pirata: Tehrig se dirige en dirección de un viejo camino que empieza del lago y que se acaba en el estrato de los comerciantes. Pero llega a una ciudad de plástico inflada como los salvavidas, donde se desarrollan juegos piratas, una gran manifestación deportiva. Entonces los piratas bien conocidos se encuentran ahí y participan en la organización de la competición, y Arkana, Espartaco, Bic y Bac.... van a ser participantes de esta fiesta.
10 - Aterrizaje de emergencia: Tehrig perseguido por los piratas entra a un estrato polar y se atasca en el hielo. Allí hay una tribu esquimal en apariencia primitiva pero Espartaco descubre que tienen tecnología avanzada, lo cual los lleva a explorar y a descubrir una enorme fábrica de armas (las cuales esconden bajo la forma de focas). Al final Tehrig se recupera solo y saca al grupo de allí.
11 - El cristal viviente: Tehrig se halla en un estrato de cristal, donde llegó perseguido por los piratas. El cristal amplifica el sonido de Thera. Al bajar Espartaco halla a Galileo, pero ambos caen en la prisión de los inquisidores, que les piden renunciar a lo que ellos conocen. Al final escapan, y Galileo piensa irse con ellos pero salta de Tehrig al ver que el mundo rota tal y como él sabía.
12 - Fuera de control: Tehrig es dañado y ya no se acuerda de Rebeca, Matt o Espartaco solo reconoce a Arkana y a Big y Bag. Los Triggies junto a Big y Bag lo reparan.
13 - Doctor test: Cierto científico/alquimista, ama a una tal Roxana, la cual se parece a Arkana. Esta se ha perdido hace ya más de 20 años debido a un experimento del Dr. Test. Cuando ve a Arkana por un visor, él trata de traerla pero como nada le sale muy bien Tehrig es arrastrado por la alquimia del Dr. Test hacia aventuras pasadas por los estratos hasta que por fin logra traer a Arkana. Ella le dice que no es Roxana y el Dr. Test la regresa con el grupo, y al final del episodio aparece Roxana.
14 - La ley de los Mogohks: El grupo llega a un pueblo que es asolado por una tribu guerrera, el cual le cobra tributos y monta grandes animales. El grupo ayuda a los habitantes a defenderse de los ataques.
15 - La convención pirata: Espartaco se separa del grupo por un momento. Los demás son capturados por Nasty Max, el cual presenta a Arkana con sus poderes como una forma de ganar la elección de la federación pirata interestratos. Espartaco luego rescata a sus amigos.
16 - El hombre del tambor: Espartaco escucha a un tambor tocado por cierto personaje. Lo sigue y encuentra a su supuesta madre. Pero luego se da cuenta de que no es ella.
17 - La derrota de Gog y Magod: Tehrig se halla con un campo de fuerza por lo cual el grupo debe seguir a pie. Arkana se encuentra con un ave de dos cabezas, que le dice que detrás de una puerta esta el camino a Arcadia. Para abrir la puerta Arkana levanta una piedra, pero de ella sale algo que quien sabe lo que es. Espartaco llega y le dice a Arkana que le saque la corona al ave y cierre la puerta. Lo logran y el ave se quema pero cuando ya se van Arkana recuerda a Arcadia y el ave renace debido a esto.
18 - Tada y la insignia real: Tada es un esclavo. El se puede liberar si le lleva la insignia al rey. Pero en el camino le sale un hombre que defiende un fuerte ya abandonado por el rey, el cual quiere la insignia para ser promovido y removido de aquel lugar. Se la quita y envenena a Tada, el cual es sanado por el grupo con hojas. Luego Espartaco recupera la insignia y se la da a Tada para que sea libre.
19 - El tenkor de Arkana: Por alguna razón Thera pierde fuerza, tanta que Arkana pierde también su forma habitual y queda como una esfera de luz. Espartaco y los otros la encuentran y la cuidan a pesar de no saber que es ella. Luego Espartaco logra que recupere su forma.
20 - La captura de Demóstenes: El grupo encuentra al famoso orador hablando de Arcadia. Al principio no saben quien es pero Tehrig lo averigua. Luego es raptado por Nasty Max que le promete dinero a cambio que le enseñe la oratoria pues la necesita para ganar las elecciones piratas. Luego es rescatado, pero el lamenta de no tener dinero para seguir reparando los muros, pues otro orador lo acusa de malgastar el dinero de la ciudad para este fin. Al final los Triggies construyen lo que falta de la muralla mientras la gente se ríe de lo que dice el otro orador (el cual estaba hablando de los muros).
21 - Los prisioneros del tiempo perdido: Matt y Rebeca toman una máscara pero Rebeca se pone a jugar con el ojo de la máscara, esto causa que todos caigan dentro de la máscara excepto Tehrig. Se aparece un hombre llamado Archad que dice ser el guía hacia Arcadia pero Arkana sospecha de él.
22 - El reparador de estrellas: Perseguidos por los piratas, Tehrig entra a un estrato del futuro. Allí creen haber llegado a Arcadia pero el sol ya no existe y la ciudad está vacía, por lo que van a una estación espacial que hay. Allí no ven a nadie más que a Starkus, alguien que intenta reparar estrellas. Cuando le mencionan lo de Arcadia para lograr ayuda Starkus se da cuenta de que altera su pasado y le pide que se vayan pero les dice que algún día Thera será reparado.
23 - Rebeca pirata del mar: Rebeca es raptada por los piratas. Pero ella convence a los demás piratas que Nasty Max no reparte el botín de manera justa. Les dice: ¿Si el jefe roba una vaca y un huevo, qué parte creen que Nasty Max les dará?. Se arma una revuelta que alcanza también a otra fracción de piratas los de los fiordos liderada por Rinard, los cuales atan a Nasty Max, Rinard y medios. En medio de la confusión Rebeca escapa.
24 - La guerra de los estratos: Matt y Rebeca descubren un estrato muy parecido al lugar de donde vienen, pero allí no hay casi nadie, únicamente quedan máquinas luchando entre sí. Hallan a un último personaje en la torre de control que les explica que la lucha es entre los que creen que Arcadia existe y los que no. Por eso Tehrig sale y les muestra a todos que Arcadia existe y de esa manera la lucha cesa.
25 - La corte de los milagros: Espartaco entra a un estrato gobernado por ladrones. Allí solo conoce a Cash Penik, el cual lo guía. Arkana es capturada por el rey de esta corte, pero Espartaco lo reta a fin de determinar quien se queda con ella.
26 - El secreto de la oracita: El grupo llega finalmente a Arcadia y Espartaco descubre que su brazalete puede activar el bloque de oracita y de ese modo Thera vuelve a brillar Este es el final de la primera temporada.

### Temporada 2
1 - El retorno de la oracita: El grupo trata de liberar a los prisioneros del tiempo perdido, otro grupo de Arcadianos encerrados en la máscara. De paso descubren que Thera no ha sido reparado permanentemente y que deben buscar una segunda oracita.
2 - El juego más peligroso: El grupo cae en un estrato que es un tablero de ajedrez gigante donde ellos son las piezas y los contrarios son Archad y otros personajes que elige el que hizo el juego.
3 - Cirano: Arkana se encuentra con Cirano de Borbotrak. El le dice que puede hacer lo que sea ya que cualquier cosa que diga en verso se convierte en realidad. Arkana es llevada en el globo de Cirano por muchas partes, mientras Tehrig la sigue. Al final cuando le pide la oracita se da cuenta de que el no puede hacerla, solo hace cosas parecidas, pues no la conoce.
4 - En la cuerda floja: En una feria, Bob conoce por primera vez el Profeta Zara, y cree que siguiendo el solo, él podría encontrar la oracita. Espartaco y Arkana lo siguen, poniendo en peligro la vida de todos.
5 - El regreso de Rainbow: Cuando ellos cruzan el Desierto de Barkad, Espartaco recuerda el incidente cuando su familia es atacada y él es forzado a trabajar como gladiador y recuerda que allí fue separado de su hermano Rainbow.
6 - Los negocios de Ringnar: Ringnar hace prisionero a Tehrig pues le quita su disco control sin el cual no se puede mover y le dice que se lo devolverá si los Triggies trabajan a toda máquina haciendo edificios de lujo para los piratas pues el quiere venderlos. Pero los edificios son frágiles pues se hacen muy de prisa y le faltan partes y al final se caen, es allí cuando un Triggie recupera el disco control de Tehrig.
7 - El niño faraón: Se trata de la disputa por el trono entre un niño faraón y su tío que es sacerdote de Anon. El niño faraón les dice a Matt que tome su lugar un día para evitar la batalla, la cual debe ser detenida, pues una leyenda dice "Al pueblo dividido por la guerra se lo tragara la tierra y la tierra asolada se vengará". Efectivamente cuando el tío comienza el ataque la tierra tiembla y se abre, pero se cierra de nuevo al alejarse el peligro.
8 - El casino flotante: Cuando los piratas capturan uno de los mare el grupo es hecho prisionero en uno de sus barcos piratas, Big y Bag son forzados a cantar con Massmedia, pero ellos ayudan a Espartaco a escapar.
9 - El príncipe Matt: En un pueblo que evoca la India antigua, nuestros héroes se reúnen con el Príncipe Abakar, contra la que algunos de sus ministros han urdido un complot. Para confundir a los traidores, Bob toma la apariencia de Abakar y lo sustituye en la corte.
10 - La tierra de los camaleones: La leyenda dice "Cruza por la puerta formada por tres rocas azules y llegaras a la tierra de los mortales felices", lo que lleva al grupo a una tierra donde hay un grupo descendiente de los antiguos Arcadianos que ha logrado usar la telepatía para ocultar la tierra donde viven. Espartaco promete hablarle a los Arcadianos de ellos .
11 - El regreso del manitu: Los viajeros llegan a una tierra que parece ser la antigua Norteamérica. Allí un Manitu (especie de mago) los ayuda para encontrar una veta de metal que podría ser oracita.
12 - El maestro de las lenguas: Tehrig llega a un lugar con una torre y les advierte sobre la leyenda de la Torre de Babel. Ellos entran y descubren que a medida que suben más avanza la tecnología. Pero la torre está en mal estado y es reparada incorrectamente por los niveles más bajos. En la cima vive el que había sido gobernante de la torre, el cual sin embargo se había aislado para estudiar unas tablas, que pertenecían a todos. La torre se cae al final pero el maestro promete reconstruir la torre ahora con todos.
13- La tierra de la araña gigante: Los viajeros son capturados en la telaraña de una araña gigante, y Big y Bag recuerdan que sus antepasados eran criados por esas arañas y luego trasportados por unos pilares que tenían en sus naves a su mundo. Sabiendo esto la araña es engañada para que cruce por los pilares y así poder librarse de ella.
14 - El precio de la paz: El grupo retorna a la villa que una vez defendieron de los mogoks, donde habita Mira. Allí se dan cuenta de que los mogoks les han impuesto peores condiciones que antes. Por ello le proponen al rey de los mogoks pagarle oro a cambio de la paz. Espartaco es enviado como mensajero y el rey se da cuenta por el brazalete en la mano de Espartaco que él había conocido al padre de este.
15 - El triángulo de las profundidades: Espartaco los guiara por el triángulo Abyssos, una zona sujeta a perturbaciones magnéticas intensas. Para luchar contra el campo magnético, crean una competencia con los piratas. Hermoso final en la que el desierto Abyssos vuelta a la vida.
16 - El tío Albert: El grupo investiga una ciudad sellada por grandes muros, les preguntan a la gente por qué esos muros y ellos les dicen que es para defenderse de los hombres de hierro. Pero estos han logrado entrar a la ciudad y aterrorizan a la gente la cual cierra sus ventanas cuando llegan. Espartaco y el grupo conocen a un personaje de allí llamado el tío Albert, que cree que el mar existe y es posible salir de allí en un antiguo barco. Tehrig le ayuda y toda la ciudad entra en la nave, la cual es arrastrada por Tehrig hasta el mar. Mientras tanto el tío Albert distrae desde arriba de los muros a los hombres de acero con su violín. Al final es rescatado por Tehrig y todos logran salir de allí.
17 - La pesadilla de Tehrig: Tehrig es perseguido por los piratas, se ve obligado a aventurarse de nuevo en el túnel de estrato y se daña. Es llevado a Arcadia, pero su cerebro se ha agotado y los niños ayudan a repararlo.
18 - Los hermanos de Barkar: En las ruinas de la primera ciudad de Arcadia, nuestros héroes están buscando información sobre Tehrig (Shag-Shag). Pero no muy lejos está al acecho Rainbow.
19 - La época de las vacaciones alegres: Tehrig es arrastrado a una trampa que inhabilita la inteligencia artificial. Afortunadamente los piratas están de vacaciones. El grupo entra en los juegos piratas, donde conocen a los sobrinos de medios.
20 - Dodo: Tehrig llega a una tierra deshabitada cubierta por cómicos pájaros, los cuales están siendo perseguidos por los piratas. Al seguirlos llegan a la tierra de Alicia, donde encuentran los personajes, entre ellos un conejo parlante, cartas que se mueven. Conocen a Alicia y cuando ya los piratas están cerca Tehrig y los otros escapan por el espejo de Alicia hacia otro estrato.
21 - La sombra de Tera: Nuestros héroes se encuentran en la isla de Tera, ciudad gemela de Arcadia que tiene una maldición, volviendo a sus habitantes a la vida un día cada mil años. Ulises, el famoso viajero, trata de ayudarles a nuestros héroes para romper el hechizo.
22 - El templo del cóndor: El grupo descubre una pirámide de aspecto azteca. El sacerdote de esa civilización pretende ofrecer a Arkana en sacrificio.
23 - Ma-Thot: El grupo retorna a la ciudad donde algún día Arkana fue secuestrada por Thot, a fin de reunir a Thot con su madre. Esto resulta complicado porque los piratas tienen a Thot en un parque donde es la mayor atracción.
24 - El portal del amanecer: Tehrig es atrapado por una telaraña de modo que deben salir y seguir sin el. Espartaco decidido a resolver el misterio de la oracita se encuentra nuevamente con el barco fantasma, el cual aborda, pero esta vez lo lleva sólo a él hasta donde hay una especie de oráculo a quien trae de vuelta y sigue el viaje con Tehrig.
25 - El retorno de los prisioneros del tiempo perdido I "Por el camino de la luz": De vuelta a Arcadia, nuestros héroes están desesperados por encontrar el secreto de la Oracita. Espartaco decide que solo le falta buscar en el campo de los prisioneros del tiempo perdido. Al llegar allí se da cuenta de que su brazalete es la llave para sacarlos.
26 - El retorno de los prisioneros del tiempo perdido II "El retorno de los prisioneros del tiempo perdido": Espartaco retorna nuevamente a Arcadia y descubre que los prisioneros son la segunda oracita y que antiguamente los Arcadianos se habían dividido en dos grupo, uno que partió en una exploración al centro de la tierra y otros al espacio exterior. Al activar la oracita la isla de Arcadia sale del mar y se dirige hacia donde están los otros Arcadianos. Matt y Rebeca regresan a su pueblo muy cerca del tiempo en el cual partieron.

## El Cómic
Han aparecido una serie de cómic y libros todos muy fieles a los episodios de la serie entre los que se cuenta Il faut sauver Arkadia («Hay que salvar Arcadia»), La Ville des souris («La ciudad de los ratones»), Thot, La Cour des miracles («La corte de los milagros»), todos publicados entre 1985 y 1986 por la editorial Casterman.

## Música y discografía
Hay dos discos principales en Francia. El original aparecido en vinilo en 1985, interpretado por Les Mini Stars, un grupo musical de niños y adolescentes franceses de aquella época. Luego está el disco del 2002, el cual tiene versiones remasterizadas, canciones originales, karaokes de Bic y Bac, así como de los piratas y otros temas más.
La adaptación al español del tema fue realizada en Chile por Scottie Scott. En esta versión el tema fue interpretado sobre la base musical original por Ricardo Cubillos, Christian Lecaros, Soledad Guerrero y Nené Lecaros. La producción musical fue realizada por Scott y la grabación se efectuó en estudios Acus.